# Anchirhoe
Det finns flera personer i grekisk mytologi med namnet Anchirhoe.

## Okeanos eller Alpheios dotter
Anchirhoe (grekiska: Αγχιροη) var en najadnymf i grekisk mytologi. Hon bodde i källan, brunnen eller fontänen i staden Megalopolis i Arkadien (södra Grekland) och var förmodligen dotter till antingen Okeanos eller Alpheios.

## Chremetes dotter
Anchirhoe (grekiska: Αγχιροη) var en najadnymf i grekisk mytologi.
Hon bodde i källan, brunnen eller fontänen hos Psylloi-folket vid floden Chremetes i Libyen i norra Afrika. Hon var dotter till flodguden Chremetes och var gift med kung Psyllos som hon hade sonen Krataigonos med.

## Neilos dotter
Anchirhoe (grekiska: Αγχινοη) var en najad i grekisk mytologi. Hon bodde i floden Nilen i Egypten i norra Afrika. Hon var dotter till flodguden Neilos och var gift med kung Belos av Egypten. Tillsammans hade de fyra söner: Aigyptos, Danaos, Kefeus och Phineus.